# 彭迪思
彭迪思 PC QC（1956年7月20日—2016年10月13日），加拿大政治人物，2014年至2015年間擔任第16任亞伯達省省長、亞伯達進步保守黨黨魁及亞伯達省議會卡加利-山麓選區省議員。在此之前他則從2004年至2010年間出任加拿大國會下議院卡加利中北選區議員，期間曾在加拿大保守黨執政期間擔任工業部長和環境部長等聯邦内閣職位。他於2016年遇上空難逝世，終年60歲。

## 早年生活
彭迪思生於安大略省北部的南波庫派恩鎮（South Porcupine），在家中排行第三，有兩名姊姊和兩名妹妹。父親艾里克（Eric Prentice）為一金礦工人並曾任職業冰球員，主要效力小型聯賽的隊伍但亦曾於1943年-44年賽季五度為國家冰球聯盟的多倫多楓葉隊上陣。1969年，艾里克改到亞伯達省的煤礦工作，彭迪思舉家遷至當地。彭迪思年少時亦熱衷冰球，但因一次賽事膝部受傷而未能繼續體育生涯，並在父親鼓勵下決定成為律師。他於1977年從亞伯達大學取得商科學士學位後到達爾豪西大學攻讀法律，1980年畢業，當中數年夏季在煤礦當暑期工以幫補學費。
彭迪思獲得律師資格後與夥伴在卡加利成立律師事務所，專注土地權益事務，並於1992年獲得御用大律師資格。他於1983年與同為律師的卡倫·齊格勒（Karen Ziegler）結婚，兩人育有三名女兒。

## 涉足政治
彭迪思於1976年加入加拿大進步保守黨，並參與同年角逐該黨黨魁的助選工作，又於1985年協助蓋蒂（Don Getty）角逐亞伯達進步保守黨黨魁。他於1986年亞伯達省選首次參選，代表亞省進步保守黨角逐卡加利山景選區省議員席位，但不敵省新民主黨候選人。他在往後年間為聯邦進步保守黨從事幕後工作，包括從1991年-94年擔任該黨的司庫。
2002年，彭迪思贏取聯邦進步保守黨的候選人提名，代表該黨角逐加拿大國會下議院的卡加利西南選區議席補選。另一方面，加拿大聯盟的新任黨魁哈珀則尚未持有國會議席，因此未能在議事廳内代表該黨。加拿大政黨素有慣例，在此情況下讓該名黨魁在無競爭對手的情況下贏取議席，彭迪思因此退選。
當時加拿大聯邦層面的右翼選票被進步保守黨和加拿大聯盟兩黨攤分，兩者皆難以挑戰自由黨的執政地位。彭迪思遂以鼓勵兩黨合併的主張，參與聯邦進步保守黨於2003年5月舉行的黨魁選舉，在第四輪投票以36%對64%得票率敗於彼得·。隨著兩黨於2003年12月合併成新的加拿大保守黨，彭迪思亦於同月7日宣佈角逐該黨黨魁，然而他卻於2004年1月以經費不足為由宣佈棄選；哈珀最終成為該黨黨魁。

## 國會生涯
彭迪思於2004年加拿大國會下議院選舉代表保守黨以54%得票率贏取卡加利北中選區議席，首度晉身國會。保守黨在這次選舉成為官方反對黨，而彭迪思則獲哈珀委任為該黨的原住民及北方事務評議員，成為影子內閣一員。彭迪思為黨内對社會議題持相對開放態度的紅色托里派（Red Tories）；他於2005年國會表決《民事婚姻法案》時投票支持同性婚姻。
他於2006年聯邦大選中在更名後的卡加利中北選區連任，而隨着保守黨贏取少數政府，彭迪思亦獲總理哈珀邀請入閣，成為聯邦原住民事務及北方發展部長；2007年中則調任工業部長。他在2008年聯邦大選中連任卡加利中北選區國會議員，並在保守黨政府中調任環境部長。
2010年11月4日，彭迪思宣佈即時辭任環境部長，並於同年末辭去卡加利中北選區國會議員席位；他從2011年起出任加拿大帝國商業銀行副主席及高級行政副總裁。

## 轉戰省政

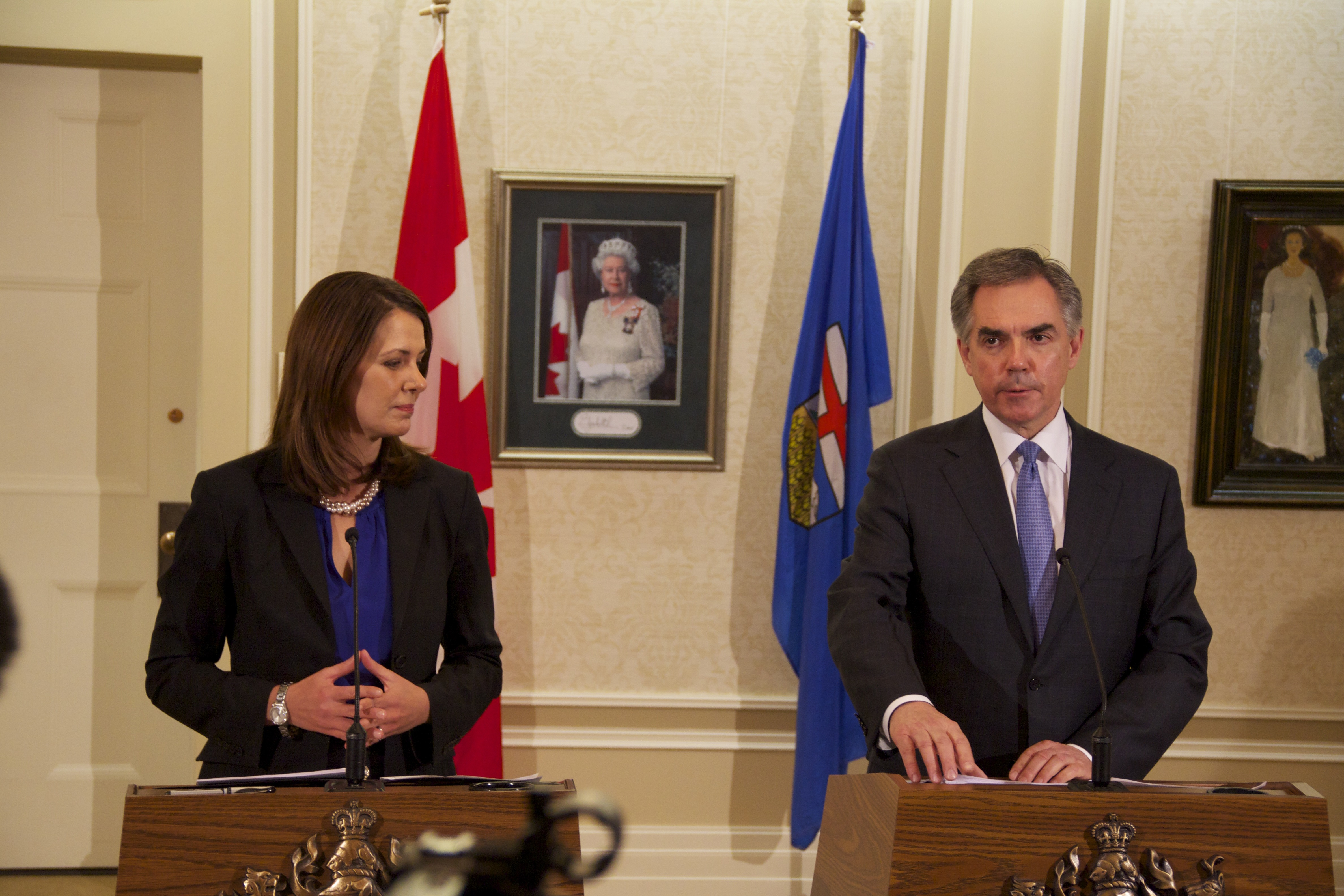
在彭迪思見證下，野玫瑰黨黨魁戴思敏（Danielle Smith）於2014年12月宣佈她本人與另外八名野玫瑰黨省議員轉投進步保守黨

外界一直盛傳彭迪思有意在哈珀卸任後角逐聯邦保守黨黨魁，然而他則於2014年宣佈參與亞伯達進步保守黨的黨魁選舉，並於同年9月6日舉行的第一輪投票以超過76%得票率當選該黨黨魁，同月15日宣誓就任亞伯達省省長，再於同年10月27日舉行的亞伯達省議會議席補選中當選卡加利-山麓選區省議員。
屬中間偏右的亞伯達進步保守黨自1971年起在該省連續執政，但從2000年代末起開始面臨新興右翼政黨野玫瑰黨（Wildrose Party）的威脅。彭迪思就任進步保守黨黨魁後尋求野玫瑰黨省議員的支持，先於2014年11月獲兩名野玫瑰黨省議員轉投進步保守黨。同年12月，野玫瑰黨黨魁戴思敏宣佈她本人與該黨另外八名省議員亦轉投進步保守黨，進步保守黨遂佔省議會87個議席中的70席。此外，一項於同年12月發表的民意調查顯示彭迪思的支持度達至50%，為全國眾省省長的第二高。

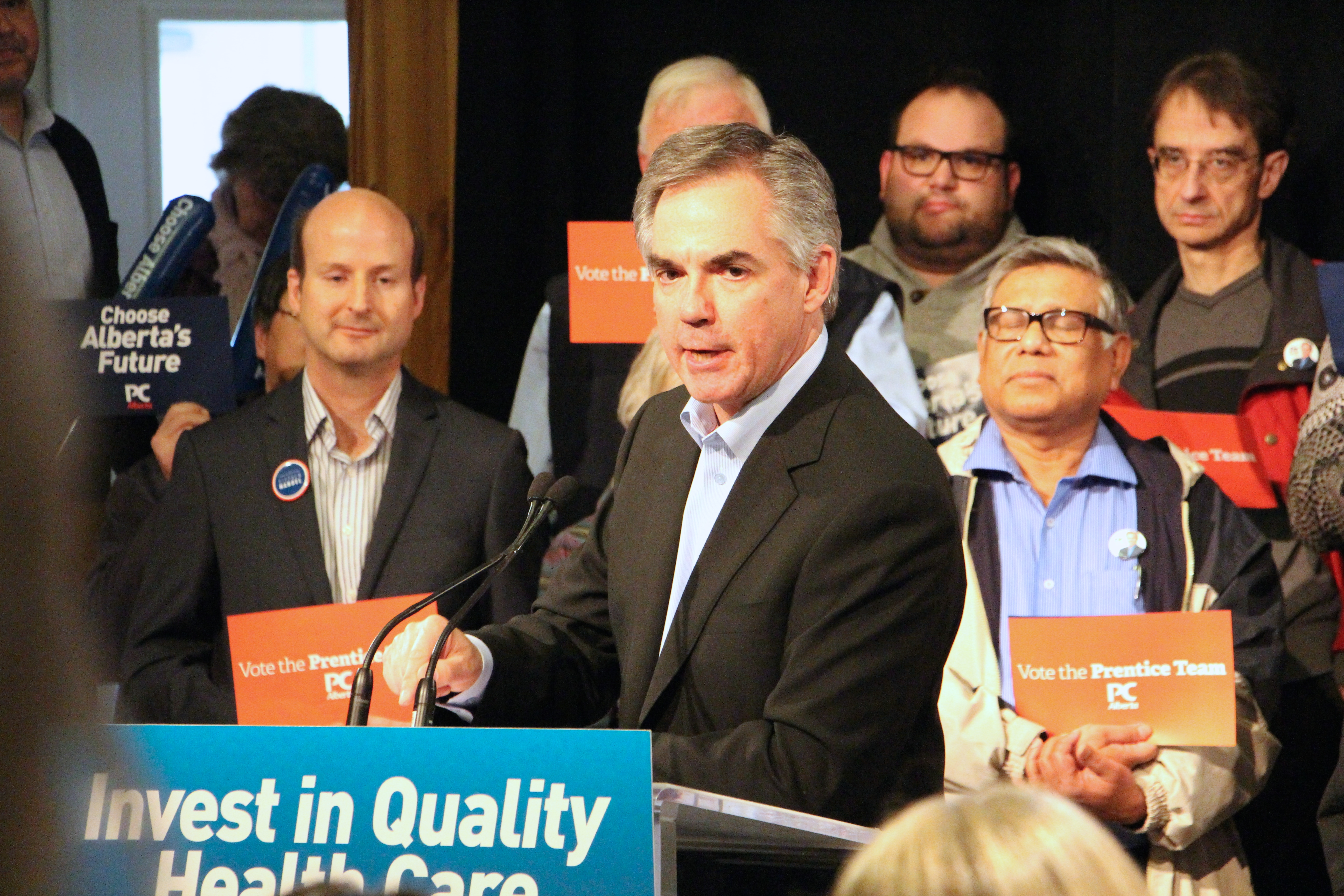
2015年省選期間，彭迪思在愛民頓出席競選活動

進步保守黨的執政優勢雖獲進一步鞏固，但該黨卻面臨暗湧。國際油價從2014年末起下滑，重創以能源業為重心的亞省經濟，省府庫房收入亦驟減。進步保守黨政府於2015年3月公佈財政預算案，錄得亞省歷來最高的50億元赤字，省府遂增加多項服務收費。財政預算案公佈前，彭迪思接受加拿大廣播公司一個電台節目訪問時表示，省民在瞭解亞省財困的本因時應「反躬自省」（"look in the mirror"），惹來外界批評他將經濟問題歸咎於省民。
為了獲取選民授權省府整頓財務，彭迪思於2015年4月7日請示亞省省督解散省議會，並於同年5月5日舉行省選，較原定時間提早一年。然而，一項民調顯示逾半數受訪者不欲提前舉行省選，並顯示彭迪思的個人支持度跌至29%。在經濟不景加上選民求變等因素影響下，進步保守黨在該屆省選大敗，只贏取省議會中10個議席，較亞伯達新民主黨和野玫瑰黨皆為少，成為省議會第三大黨。新民主黨首次贏取省議會中多數議席上台執政，進步保守黨在亞省連續執政44年的歲月亦告結束。彭迪思雖保著自己在卡加利-山麓選區的議席，但為了承擔進步保守黨敗選的責任而宣佈即時辭去黨魁和省議員職務。

## 離開政壇、逝世
彭迪思退出政壇後開始著作一本有關能源和環境議題的書籍，原定於2016年末發行。他亦於2016年6月加入美國華平投資集團（Warburg Pincus），任職能源顧問。
2016年10月13日，彭迪思乘坐一部賽斯納小型飛機從卑詩省基隆拿國際機場飛往卡加利附近的斯普林班克機場（Springbank Airport），飛機起飛不久後在湖泊鄉失事墜毀，他連同機上另外三人罹難。省政府於同月28日在卡加利的南亞伯達金禧大劇院（Southern Alberta Jubilee Auditorium）為他舉行公眾追思會。

## 外部連結
- （英文）（法文）加拿大國會網站 彭迪思議員簡介 （页面存档备份，存于）
- （英文）亞伯達省議會網站 彭迪思省長簡介 （页面存档备份，存于）